# علي البشاري
علي البشاري (و. 1962) هو لاعب كرة قدم ليبي. سجل ثلاثة أهداف في كأس الأمم الأفريقية 1982 في ليبيا، مما جعله ثاني أحسن هداف في البطولة بعد لاعب غانا جورج الحسن.
لعب مع المتنخب أكثر من 60 مباراة سجل فيها 9 أهداف. كما سجل مع ناديه الأهلي أكثر من 40 هدفاً

## وصلات خارجية
- علي البشاري على موقع الاتحاد الدولي (مؤرشف)  (الإنجليزية)
- علي البشاري على موقع قاعدة بيانات كرة القدم.إي يو (الإنجليزية)

علي البشاري في موقع الفيفا.